# Gorran Haven
Gorran Haven est un village des Cornouailles, en Angleterre. Le village fait partie de la paroisse civile de St Goran.